# Isabel de Baviera
Isabel de Baviera (Elisabeth Amelie Eugenie Herzogin in Bayern; Múnich, 24 de diciembre de 1837-Ginebra, 10 de septiembre de 1898) fue una princesa bávara conocida por haber sido emperatriz de Austria (1854-1898) y reina consorte de Hungría (1867-1898), entre otros muchos títulos inherentes a la Casa de Habsburgo-Lorena. En el mundo germanófono es más conocida como Isabel de Austria (Elisabeth von Österreich).
Perteneciente a la Casa de Wittelsbach, nacida con la dignidad de duquesa en Baviera y tratamiento de Alteza Real, era hija del duque Maximiliano de Baviera y de la princesa real Ludovica de Baviera.
Globalmente se la conoce por su hipocorístico, originalmente Sisi, pero transformado en Sissi a raíz de las películas de Ernst Marischka, gracias a las cuales todavía se la recuerda. Algunos autores sostienen, sin embargo, que su sobrenombre habría sido en realidad Lisi, derivado de Isabel (Elisabeth en alemán).

## Biografía

### Infancia en Baviera

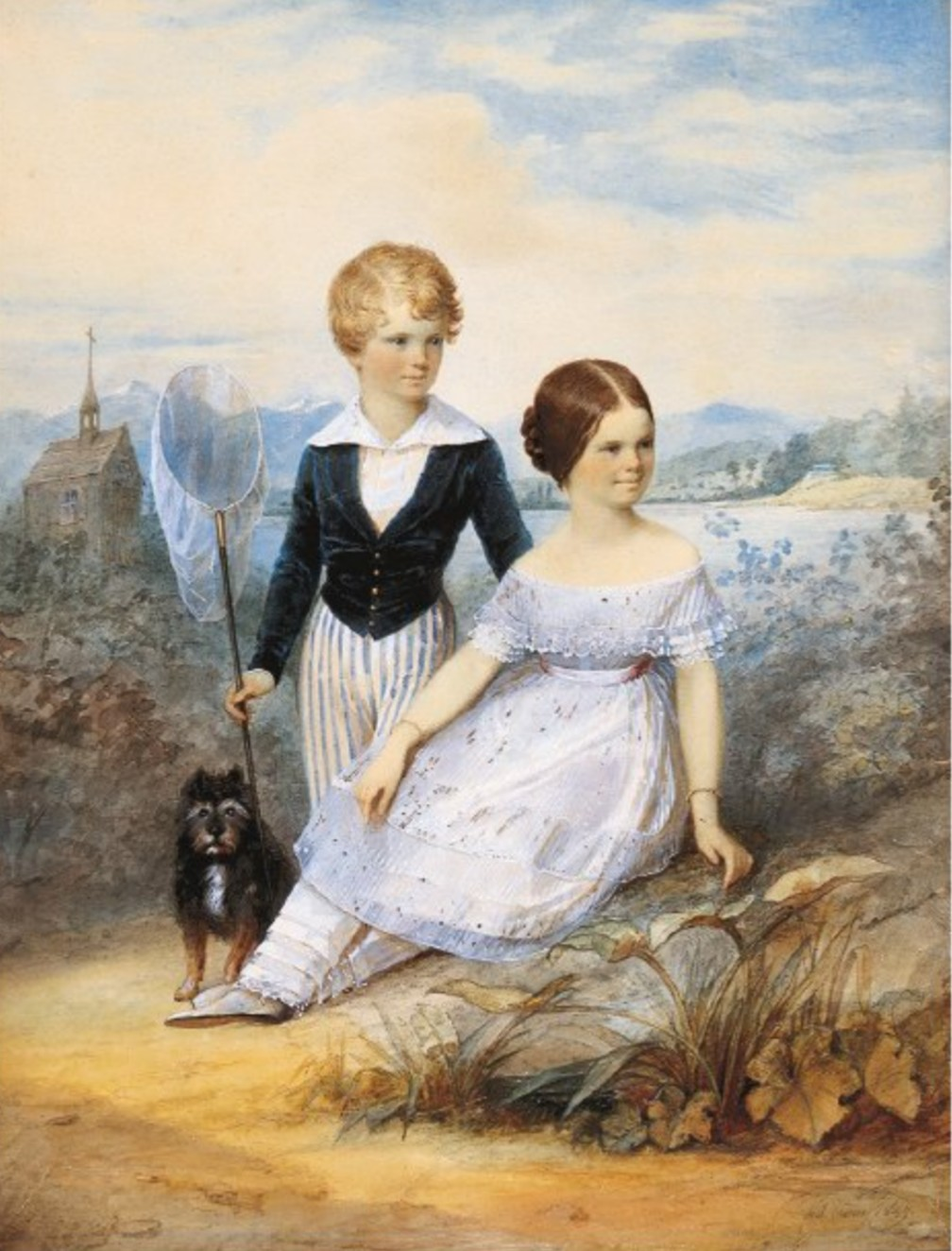
Isabel (der), con 11 años, retratada junto a su hermano, Carlos Teodoro (izq) en el Palacio de Possenhofen, 1848

Nació a las diez y cuarenta y tres minutos de la Nochebuena de 1837 en el Herzog Max Palais, el palacio del duque Max, la residencia de invierno que sus padres tenían en la avenida Ludwigstrasse de Múnich, en el entonces reino de Baviera. Su primer nombre Isabel fue en honor a una de sus tías, Isabel de Baviera, hermana de su madre, la cual se convertiría en 1840 en reina de Prusia. Isabel nació con un diente fuera, un signo que se consideró de muy mal agüero.
Fue la hija del duque Maximiliano de Baviera, el cual procedía de una rama menor de la Casa de Wittelsbach, la de Condes Palatinos de Zweibrücken-Birkenfeld-Gelnhausen, y ostentaba el título de Duque en Baviera. En cambio; su madre, Ludovica de Baviera, era hija del rey Maximiliano I de Baviera y de su segunda esposa, Carolina de Baden. Ludovica era, por tanto, princesa real de Baviera, un rango mucho mayor que el de su marido, y se había criado acorde a su rango entre el palacio real de Múnich y el palacio de Nymphenburg, la residencia de verano de la familia real bávara. El matrimonio entre el duque Maximiliano y la duquesa Ludovica fue muy desdichado y se sabe que él tuvo muchas amantes, por lo que las peleas entre ellos eran continuas y a ella se la veía llorar con frecuencia. 
Isabel tuvo siete hermanos: Luis, Elena (más conocida como Néné de Babier), Carlos Teodoro (a quien apodaron Gackel, gallo en alemán), María, Matilde, Sofía Carlota y Maximiliano Manuel (apodado Mapperl). Isabel fue educada, como el resto de sus hermanos, lejos de la Corte de Baviera. Los inviernos los pasaban en el Herzog Max Palace, en Múnich, un edificio que estaba considerado uno de los más bellos de la capital y cuya fachada recordaba a los palacios renacentistas de Roma (era de piedra blanca con ventanas con frontispicios y columnas corintias). Los veranos los pasaban en el castillo de Possenhofen, a orillas del lago de Starnberg, un edificio de estilo medieval que su padre había adquirido como residencia de verano y que pronto se convirtió en el hogar favorito de la familia ducal. Isabel se refería a él como Possi. 
Isabel fue educada en casa por institutrices. Sus primeras lecciones las recibió de la baronesa Luisa Wülffen: las clases se impartían por la mañana después del desayuno y hasta la hora de la comida. Fue una estudiante algo distraída, se le hizo imposible aprender francés (por entonces el idioma de la realeza), le costó bastante el inglés (aunque llegó a dominarlo) y no demostró ninguna habilidad para la música (odiaba especialmente las clases de piano). Pero destacó en dibujo y, sobre todo, en poesía. Desde muy joven leyó los poemas de Heinrich Heine.

### Compromiso matrimonial
Conoció a Francisco José en la localidad austríaca de Innsbruck en 1848. Ella tenía entonces once años y él, dieciocho. Ambos eran primos, porque sus madres, Ludovica y la archiduquesa Sofía, eran hermanas. Por aquel entonces, Francisco José aún no era emperador (lo era su tío, Fernando I de Austria). Eran momentos muy convulsos en Austria: la revolución de 1848 sacudió con especial fuerza al Imperio austríaco y las manifestaciones y protestas para pedir más libertades llegaron a tal virulencia que la familia imperial tuvo que abandonar Viena e instalarse provisionalmente en Innsbruck, en el sur del país. Las tensiones políticas y la diferencia de edad hicieron que Francisco José no se fijara en su prima bávara. En cambio, uno de sus hermanos, el archiduque Carlos Luis, se enamoró perdidamente de ella. Después de que Isabel regresara a Baviera, Carlos Luis le envió numerosas cartas y regalos, entre ellos un anillo y un reloj de bolsillo con una larga cadena.
En agosto de 1853, a los quince años, Isabel y Francisco José volvieron a verse. Él ya era emperador (su tío, el emperador Fernando, había abdicado el 2 de diciembre de 1848) y su madre, la archiduquesa Sofía, llevaba tiempo buscándole una esposa. Francisco José se había fijado en varias mujeres y había estado muy enamorado de la princesa Ana de Prusia, sobrina del rey Federico Guillermo. Pero su relación, aunque vista con muy buenos ojos por la corte de Viena, no llegó a fraguarse porque ella estaba comprometida con otro hombre. 
Después de descartar a varias candidatas, la archiduquesa Sofía pensó en emparentar a su hijo con Néné, una de sus sobrinas de Baviera. De ahí que escribiera una carta a su hermana Ludovica y propusiera que ambas familias se encontrasen en Bad Ischl, el pequeño pueblo famoso por sus balnearios donde la familia real de Austria solía pasar los veranos. La excusa para verse era la celebración del próximo cumpleaños de Francisco José.
A pesar de que el encuentro estaba amañado para que el emperador se fijase en Néné y la tomase como prometida, en cuanto Francisco José, entonces de veintitrés años, vio a su prima Isabel, se enamoró perdidamente de ella. Al día siguiente, y pese a las objeciones de su madre, el emperador manifestó sus deseos de casarse con ella. Cuando Isabel lo supo, se pasó una noche entera llorando, pero no precisamente de alegría. Sin embargo, era impensable rechazar al mismísimo emperador de Austria, con lo que no le quedó más remedio que aceptar su propuesta de matrimonio. Él estaba tan feliz que a uno de sus primos, Alberto de Teschen, le dijo que estaba «enamorado como un cadete». Ella, sin embargo, estaba sobrepasada por los acontecimientos y tenía ataques continuos de angustia.

### Boda

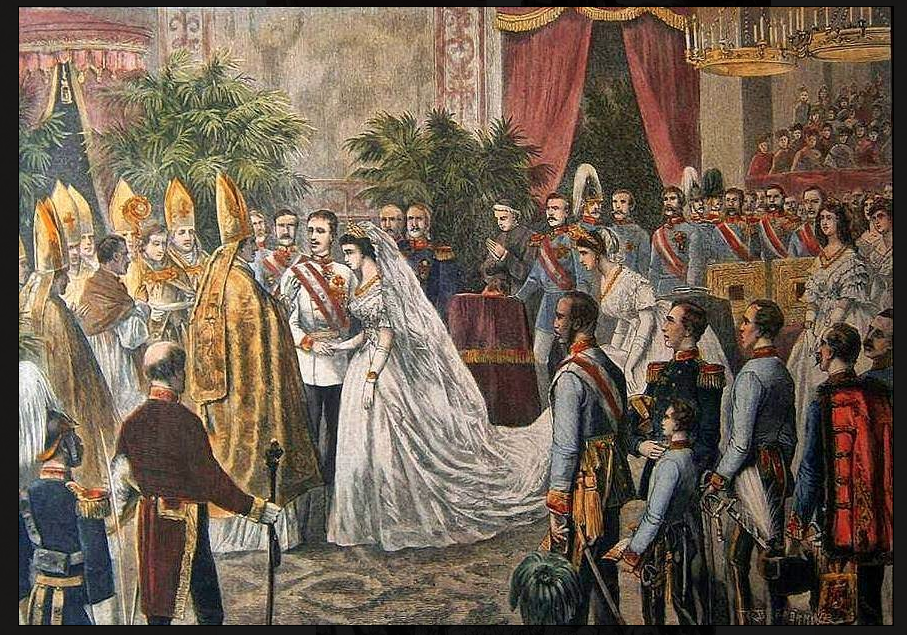
Matrimonio de la princesa Isabel y del emperador Francisco José I de Austria, en abril de 1854

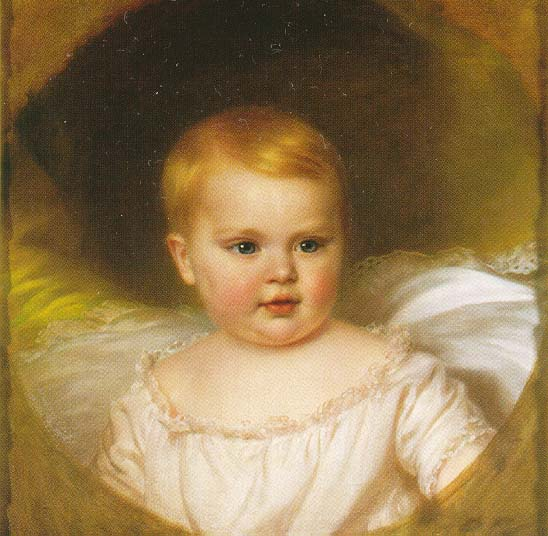
La archiduquesa Sofía Federica

Después de un fugaz noviazgo en el que Francisco José visitó personalmente varias veces a su prometida en Baviera, Isabel partió de Múnich el 20 de abril de 1854 hacia Viena. El viaje duró tres días y dos noches. La boda se celebró a las seis y media de la tarde del 24 de abril de 1854 en la Iglesia de los Agustinos de Viena. En el momento del sí, quiero, Isabel se convirtió inmediatamente en emperatriz. No se sabe qué traje llevó exactamente Sissi en su boda, aunque es más que probable que llevara varios, dado que además de la ceremonia religiosa, hubo varios eventos y recepciones. Desgraciadamente, los trajes no se han conservado porque, siguiendo la tradición, se descosieron y cortaron para hacer casullas y mantos eclesiásticos que se donaron a la basílica de Maria Taferl de Viena y la iglesia de Matías, en Budapest.
Isabel estaba tan cansada y nerviosa, que justo antes de atender a la recepción diplomática tras su boda, tuvo un ataque de pánico y se encerró en una sala a llorar. La noche de bodas tampoco fue como se esperaba y se sabe que Isabel y Francisco José no consumaron sexualmente su unión hasta la tercera noche. Todo aquello generó un escándalo enorme en la corte de Viena, que veía a su nueva emperatriz como a una chiquilla sin cultura y sin el pedigrí adecuado. Isabel tuvo que aguantar muchas miradas de burla e insultos a sus espaldas de las damas de la corte. Por los documentos que se han conservado, se supo posteriormente que todo aquello le provocó la primera de las múltiples y severas depresiones que sufrió a lo largo de su vida.

### Descendencia
El emperador e Isabel tuvieron cuatro hijos:
- Sofía Federica de Habsburgo-Lorena, archiduquesa de Austria (1855-1857), fallecida a los dos años de edad aquejada de tifus.
- Gisela de Habsburgo-Lorena, archiduquesa de Austria (1856-1932).
- Rodolfo de Habsburgo-Lorena, el príncipe heredero de la Corona (1858-1889).
- María Valeria de Habsburgo-Lorena, archiduquesa de Austria (1868-1924).

En una visita a Hungría en 1857, Isabel se empeñó en llevar consigo a las archiduquesas Sofía y Gisela, a pesar de la rotunda negativa de su suegra, la archiduquesa Sofía. Durante el viaje, las niñas enfermaron gravemente, padeciendo altas fiebres y graves ataques de diarrea. Mientras que la pequeña Gisela se recuperaba rápidamente, su hermana no tuvo la misma suerte y falleció, seguramente deshidratada. Su muerte, que sumió a Isabel en una profunda depresión que marcó su carácter para el resto de su vida, propició que le fuese denegado el derecho sobre la crianza del resto de sus hijos, que quedaron a cargo de su suegra, la archiduquesa Sofía. Tras el nacimiento del príncipe Rodolfo, la relación entre Isabel y Francisco José comenzó a enfriarse.
Isabel, por su parte, solo pudo criar a su última hija, María Valeria, a la que ella misma llamaba cariñosamente «mi hija húngara», dado el gran aprecio que le tenía al país de Hungría, lugar donde habitualmente se refugiaba y en cuya cultura y costumbres se empeñó en educarla. Los grandes enemigos que Isabel hizo en la corte austriaca la llamaban despectivamente «la niña húngara» y no por el amor que su madre profesaba por tal país, sino porque creían que la niña era fruto en realidad de algún escarceo que Isabel habría mantenido con el conde húngaro Gyula Andrássy. No obstante, el gran parecido que Valeria guardaba con su padre, el emperador, se encargó de desmentir tales rumores.

### Personalidad

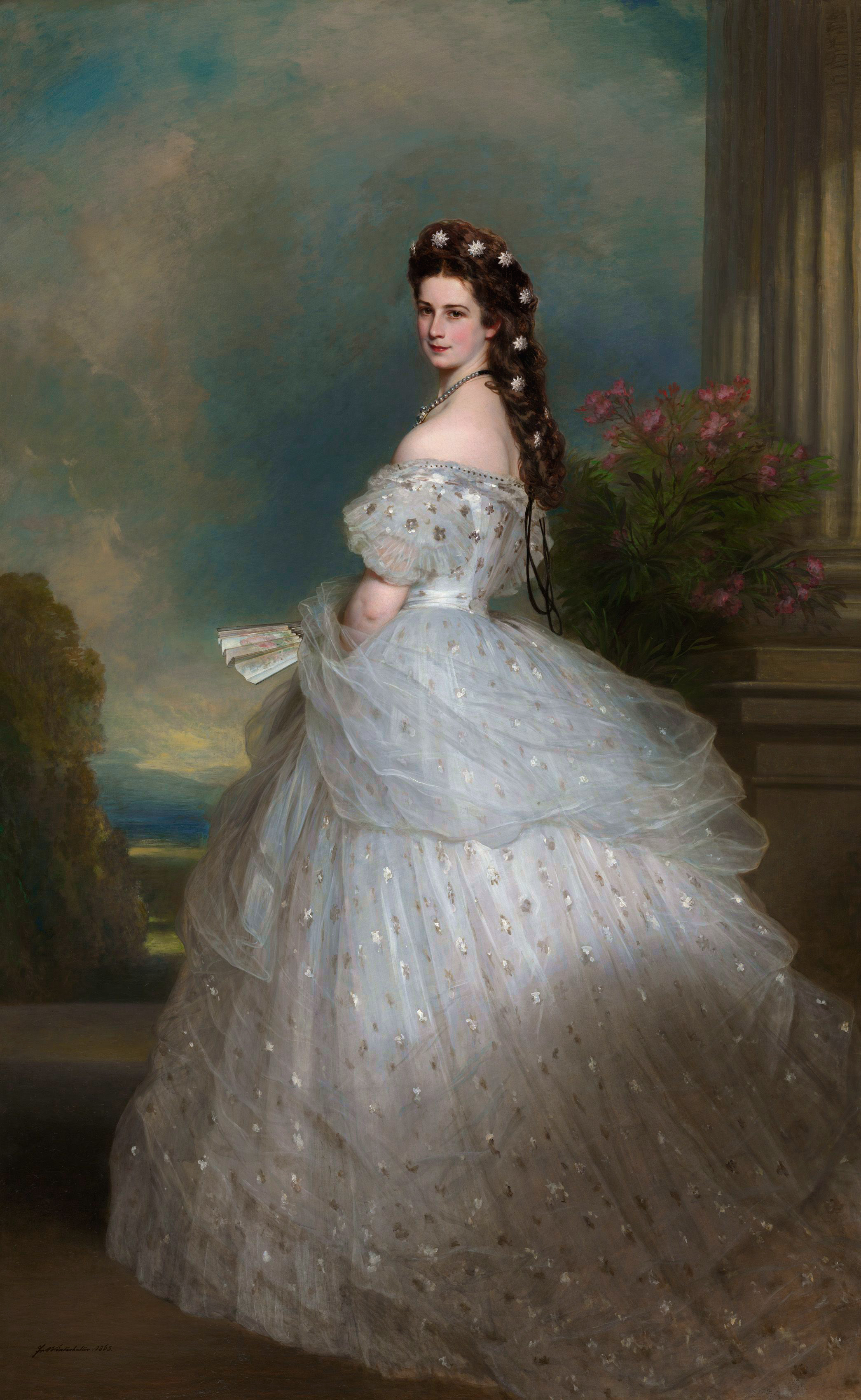
La emperatriz vistiendo una creación del famoso modista Charles F. Worth. Pintura de Franz Xaver Winterhalter, 1864

Dotada de una gran belleza física, Isabel se caracterizó por ser una persona rebelde, culta y muy avanzada para su tiempo. Adoraba la equitación y llegó a participar en muchas cacerías. Sentía un gran aprecio por los animales; amaba a sus perros, costumbre heredada de su madre, hasta el punto de pasear con ellos por los salones de palacio. Le gustaban los papagayos y los animales exóticos en general. Incluso llegó a tener su propia pista circense en los jardines de su palacio en Corfú.
Hablaba varios idiomas: alemán, inglés, francés, húngaro, propiciado por su interés e identificación con la causa húngara, y griego, este último aprendido con ahínco para poder disfrutar de las obras clásicas en su idioma original. Cuidaba su figura de una forma obsesiva, llegando a hacerse instalar unas anillas en sus aposentos, para poder practicar deporte sin ser vista, además de utilizar espalderas para sus ejercicios gimnásticos. Mantuvo su cabellera siempre larga y perfectamente cuidada; su peluquera, Fanny Angerer, dedicaba al menos dos horas cada día a ocuparse de ella, lavándola con una mezcla de huevo y coñac. Su alimentación dio también mucho que hablar, pues se alimentaba básicamente de pescado hervido, alguna fruta y zumo de carne exprimida. A partir de los treinta y cinco años no volvió a dejar que nadie la retratase o le tomase una fotografía; para ello, adoptó la costumbre de llevar siempre un velo azul, una sombrilla y un gran abanico de cuero negro con el que se cubría la cara cuando alguien se acercaba demasiado a ella. Paseaba a diario durante ocho largas horas, llegando a extenuar a varias de las damas de su séquito, entre ellas las húngara Ida Ferenczy y la condesa Maria Festetics. Adoraba viajar y nunca permanecía en el mismo lugar más de dos semanas. La condesa Maria Festetics acompañó a la emperatriz en treinta y tres de sus viajes al extranjero, siempre velando estrictamente por su seguridad personal, y fue su más leal servidora y estrecha confidente. Disfrutaba con la literatura, en especial con las obras de William Shakespeare, Friedrich Hegel y de su poeta predilecto, Heinrich Heine.
Detestaba el aparatoso protocolo de la corte imperial de Viena, radicalmente diferente del ambiente en el que se había criado. Sus damas de compañía, de edad mucho mayor que la suya y elegidas entre las grandes familias de la aristocracia, eran extremadamente conservadoras. De hecho, procuró participar lo menos posible de la vida en la corte y terminó desarrollando una auténtica fobia contra ella que le provocaba trastornos psicosomáticos, como cefaleas, náuseas y depresión nerviosa. También se mantuvo en lo posible alejada de la vida pública. De hecho, al poco tiempo de casarse, Sissi expresó en un poema su decepción con el enclaustramiento que sufría dentro del palacio imperial:

¡Ojalá nunca hubiera dejado el sendero

que a la libertad me había de conducir!

¡Ojalá no me hubiese extraviado

por las avenidas de la vanidad!

Desperté en un calabozo

con esposas en las manos.

Mi nostalgia crece día a día y tú,

libertad, me volviste la espalda.

Desperté de una embriaguez

que tenía presa mi alma,

y maldigo en vano ese momento

en que a ti, libertad, te perdí.

Fue una emperatriz ausente de su imperio, aunque no por ello menos pendiente de los asuntos de Estado.

### Posible bisexualidad
En las últimas décadas, nuevas biografías han arrojado luz a una personalidad tan rica como compleja. La escritora Ángeles Caso fue una de las primeras en escribir que Sissi era muy distinta a las míticas películas de Romy Schneider y que, más allá de una vida de fantasía, la suya fue una existencia muy desdichada. Más recientemente, la escritora Ana Polo Alonso ha ido un paso más allá y ha propuesto que, con toda probabilidad, Sissi debió sentirse muy atraída por algunas damas de su corte, hasta el punto de que podría haber mantenido alguna amistad amorosa con alguna. Este dato, unido a la obsesión de la emperatriz por coleccionar fotos de mujeres (algunas muy eróticas para la época), podría hacer pensar en una probable bisexualidad.
Otra cuestión controvertida fue la verdadera razón que motivó la primera gran huida de la emperatriz de Viena. Siempre se ha pensado que Sissi se refugió en Madeira por un problema grave de pulmones, aunque hoy, hay indicios que demostrarían que más bien fue motivada por una posible gonorrea que Francisco José pudo haberle contagiado. Aunque el matrimonio estaba muy unido, no hay dudas de que pasaron graves crisis y de que, especialmente tras la batalla de Solferino, en donde Francisco José sufrió una dolorosa y humillante derrota frente a las tropas de Napoleón III, la pareja comenzó a tener peleas fuertes. Es bastante probable que, ya por aquel entonces, Francisco José se refugiara en brazos de otras mujeres y, por aquel entonces, en la Corte se rumoreaba con fuerza el nombre de una condesa polaca como posible amante del emperador. Humillada y dolorida, Sissi se sumió en una grave depresión tras conocer lo sucedido, lo que unido al dolor por saber que su marido seguramente le había contagiado alguna enfermedad, hizo que ella huyera lo más lejos posible. 

### Coronación de Hungría

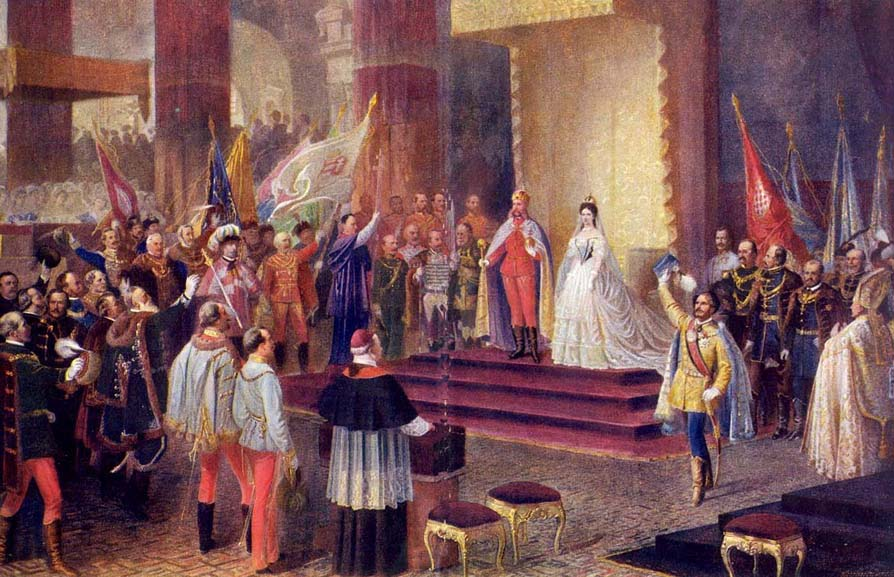
Coronación de Francisco José e Isabel como reyes de Hungría

Tras haber usado cualquier excusa para evitar un posible embarazo, Isabel decidió que quería un cuarto hijo. Esta decisión no fue solo una deliberada elección personal, sino también una negociación política. De esta manera, se aseguraba que Hungría, con la cual ella sentía una intensa relación emocional, ganara la misma posición que Austria.
El compromiso austro-húngaro de 1867 creó la monarquía dual entre Austria y Hungría. Andrassy se convirtió en el primer ministro húngaro y en recompensa coronó a Francisco José y a Isabel como rey y reina de Hungría en junio.
Como regalo de coronación, se le otorgó a la pareja real una residencia en Gödöllő, a 32 kilómetros del noreste de Budapest. Durante el año siguiente, Isabel vivió principalmente en Gödöllő y Budapest, dejando sus descuidadas y resentidas tareas de Austria, para hacer circular rumores sobre el hijo que estaba esperando. Si este era varón lo llamaría Esteban, en honor al primer rey de Hungría. Sin embargo, dio a luz a una hija, a la que pusieron por nombre María Valeria (1868-1924), la cual Isabel consideraba su «hija húngara». Nació diez meses después de la coronación de los emperadores y fue bautizada en Hungría, en abril. 
En esta ocasión, Isabel consiguió criar a su hija por sí misma. Depositó todo su reprimido instinto maternal en su hija más pequeña hasta el punto de sofocarla. La influencia de la archiduquesa Sofía sobre los hijos de Isabel y la Corte terminó con su muerte en 1872.

### El crimen de Mayerling

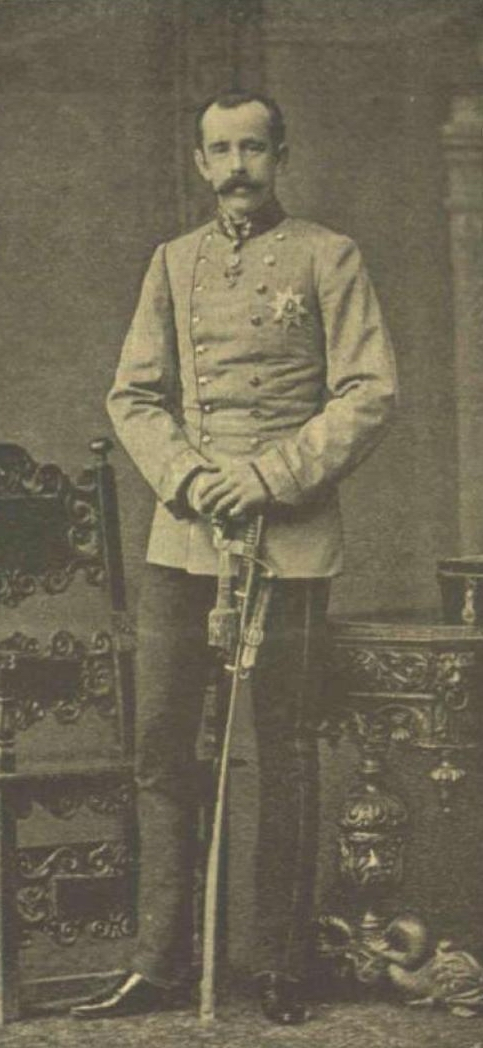
Una de las últimas fotografías del príncipe Rodolfo realizadas antes de su muerte, en 1889

En 1889, la vida de la emperatriz cambió radicalmente a causa de la muerte de su único hijo y de las circunstancias en que ocurrió. El príncipe Rodolfo, de treinta años, que padecía ciertos trastornos psicológicos causados en parte por la estricta educación militar a la que fue sometido en su infancia, convenció a su amante, la joven baronesa María Vetsera, para que se quitase la vida junto a él. Sin embargo, se habló, y aún hoy en día se habla, de un complot contra Rodolfo. Por un lado, existe la hipótesis de un complot tejido por los servicios secretos austríacos, dadas las ideas radicales y liberales que el hijo del emperador profesaba, otra hipótesis, habla de un complot urdido por los servicios secretos franceses ante la negativa de Rodolfo a dar un golpe a la política de su padre. Todo esto se fundamenta en los estudios sobre los cuerpos de los fallecidos. Ella, según dichos estudios, no murió de un disparo en la cabeza, sino de una paliza previa. Él presentaba cortes en la cara y en varias partes del cuerpo, algo impropio de un suicidio, que se taparon con maquillaje antes de su funeral en Viena. A pesar de las hipótesis, la causa de su muerte es, al día de hoy, una incógnita.
Este episodio, que se conoce como «Crimen de Mayerling» por ser Mayerling el nombre del refugio de caza donde ocurrió la tragedia, dejó también marcado al emperador, quien de la noche a la mañana se encontró sin un heredero que se hiciese cargo del vasto imperio austrohúngaro.
Tras la muerte de su hijo, la emperatriz abandonó Viena y adoptó el negro como único color para su vestimenta, a la vez que se incrementó su fobia a ser retratada. Solo unas pocas fotografías se conservan, de fotógrafos con suerte que lograron captarla sin que ella lo advirtiese. Con el tiempo se hizo extraño que la emperatriz visitase a su marido en Viena, pero, curiosamente, su correspondencia aumentó de frecuencia durante los últimos años, y la relación entre los esposos se fue convirtiendo en platónica y cariñosa.
Esta última etapa en la vida de la emperatriz estuvo marcada más que nunca por sus viajes. Compró un barco de vapor al que llamó Miramar y en él recorrió el mar Mediterráneo. Uno de sus lugares favoritos fue Cap Martin, en la Riviera francesa, donde el turismo se había hecho constante a partir de la segunda mitad del siglo XIX. También pasaría algunas temporadas de verano en el lago de Ginebra en Suiza, en Bad Ischl, en Austria, y en Corfú, donde construyó su palacio, el Achilleion, en honor de Aquiles, uno de sus héroes griegos preferidos. Dedicó largas temporadas en esos años a aprender griego, con ayuda de un joven profesor particular, Constantin Christomanos. También, visitó otros países como Portugal, España, Marruecos, Argelia, Malta, Grecia, Turquía y Egipto.

### Asesinato y entierro

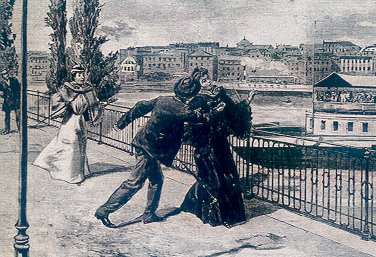
Litografía del asesinato de la Emperatriz

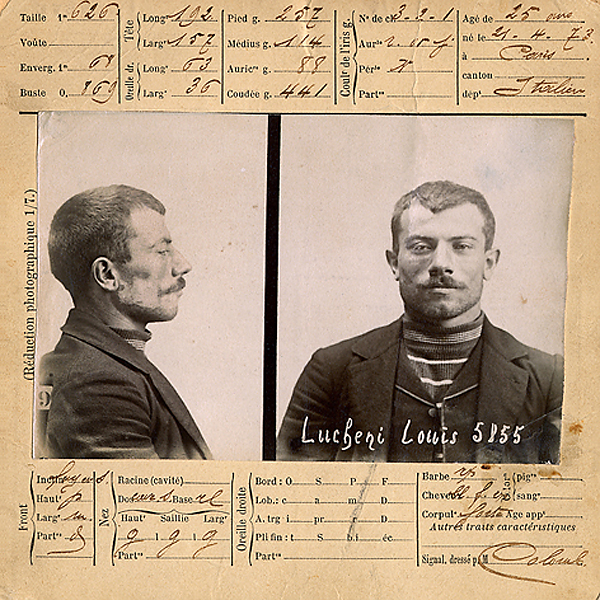
Ficha policial de Luigi Lucheni

El 10 de septiembre de 1898, mientras paseaba por el lago Lemán de Ginebra con una de sus damas de compañía, la condesa húngara Irma Sztáray, fue atacada por un anarquista italiano, Luigi Lucheni, quien fingió tropezarse con ellas y aprovechó el desconcierto para deslizar un fino estilete en el corazón de la emperatriz. La seguridad personal de la emperatriz por lo general se hallaba confiada a otra condesa húngara, Maria Festetics, quien ya a su avanzada edad y con su salud debilitada, había sido forzada a tomar una pausa. Por eso, en su lugar, en este viaje a Ginebra acompañó a la emperatriz una dama de compañía mucho más joven, Irma Sztaray. Al principio, Isabel no fue consciente de lo que había sucedido. Solamente al subir al barco que las estaba esperando comenzó a sentirse mal y a marearse. Cuando se desvaneció, su dama de compañía avisó al capitán del barco de la identidad de la dama y regresaron al puerto. Ella misma desabrochó el vestido de la emperatriz para que respirara mejor y, al hacerlo, vio una pequeña mancha de sangre sobre el pecho causada por el estilete, que había provocado una pérdida de sangre que le ocasionó un taponamiento cardíaco que le causó la muerte.
Luigi Lucheni estaba en realidad planeando un atentado contra el pretendiente al trono francés, un príncipe de la Casa de Orleans, pero cambió de víctima al leer en un periódico que la visita del príncipe francés se había cancelado y que la emperatriz austríaca se encontraba en la ciudad. El cuerpo de la emperatriz fue trasladado a Viena entre el gran cortejo fúnebre que el protocolo dictaba, y fue sepultada en la Cripta Imperial o Kaisergruft, en la iglesia de los Capuchinos, en vez de en su palacio en la isla griega de Corfú, el Achilleion, donde realmente deseaba recibir sepultura, tal como indicó en su testamento. Junto a su sepulcro se encuentra el de su esposo y el de su hijo Rodolfo.

## Títulos y distinciones

### Títulos y tratamientos
| ● 24 de diciembre de 1837-24 de abril de 1854:  | Su alteza real la duquesa Isabel de Baviera                                       |
| ● 24 de abril de 1854-10 de septiembre de 1898: | Su majestad imperial y real la emperatriz de Austria, reina apostólica de Hungría |

### Distinciones honoríficas
- 1854-1898: Gran maestre de la Orden de la Cruz Estrellada[19] (Imperio austríaco).
- 1854-1898: Soberana Gran maestre de la Orden del Amor al Prójimo (Imperio austrohúngaro).
- 1854-1898: Soberana Gran maestre de la Orden de los Virtuosos (Imperio austrohúngaro).
- 1854-1898: Protectora de la Orden de Isabel Teresa (Imperio austrohúngaro).
- Dama gran cruz de la Imperial Orden de San Carlos (Segundo Imperio Mexicano).
- 16 de junio de 1854: Dama de la Orden de las Damas Nobles de la Reina María Luisa.[20] (Reino de España).
- Rosa de Oro de la Cristiandad (Ciudad del Vaticano, 1868).

## Influencia y legado

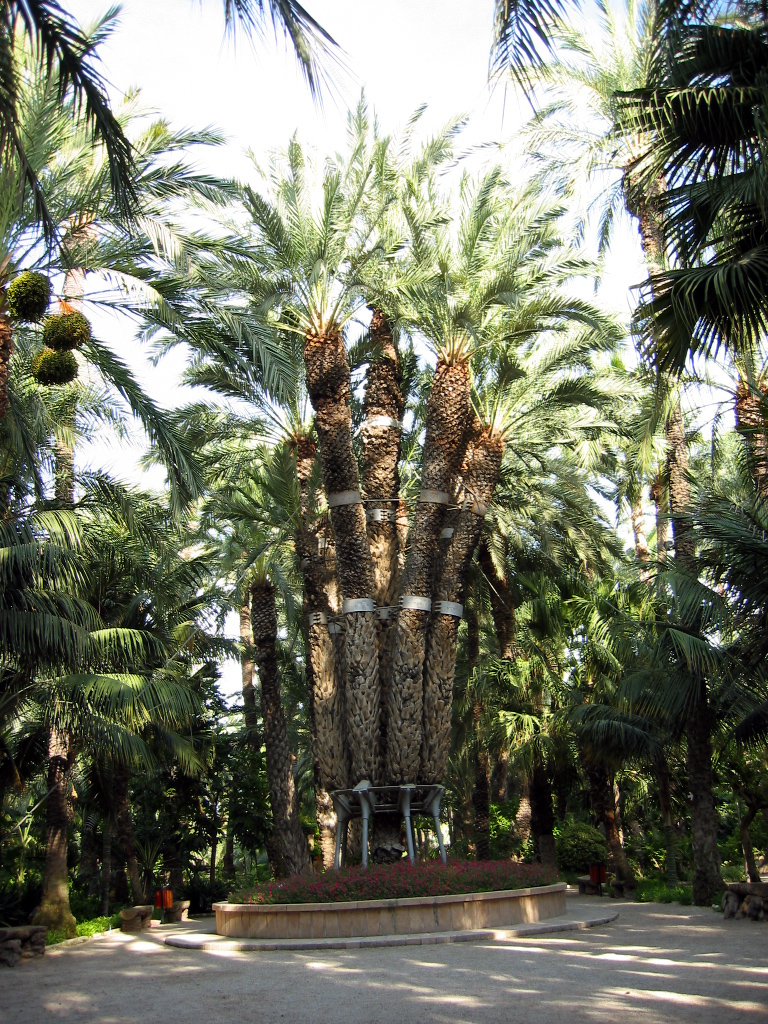
La Palmera Imperial en el Huerto del Cura.

Su imagen es actualmente un icono turístico de Austria; así, en el palacio Hofburg de Viena, que ella tanto detestaba, hay un museo en su honor. También es un icono turístico bávaro, región de origen de Isabel, con un museo dedicado a su memoria en el palacio de Possenhofen. Uno de los valses más famosos de Johann Strauss, que lleva el nombre de Myrthen-Kränze Walzer, Op.154, se estrenó en un cumpleaños de la emperatriz y ha pasado a la posteridad como una gran obra musical decimonónica.
En su visita a la provincia de Alicante en 1894 estuvo en Alicante y Elche, y allí, al ver la famosa palmera de siete brazos del Palmeral, exclamó que era digna de un imperio, por lo que recibió el nombre de "Palmera Imperial". La escritora española Ángeles Caso ha escrito varios libros sobre la emperatriz, intentando desmitificar la imagen edulcorada e infantil que de ella se dio en el cine, aunque basándose en la primera gran biografía realista sobre la soberana, de la escritora e historiadora germano-austríaca Brigitte Hamann. Existen además numerosas publicaciones sobre su vida en varios idiomas.

### Filmografía
Es un personaje histórico muy conocido gracias al cine por la trilogía de películas austroalemanas de los años 1950: Sissí, Sissí Emperatriz y El destino de Sissí, todas protagonizadas por la actriz vienesa Romy Schneider. Esta volvería a encarnar el personaje en la película Ludwig II (1972) de Luchino Visconti. No obstante, la primera aparición cinematográfica sería en 1932 cuando la realizadora alemana Lotte Reiniger hizo un cortometraje sobre la emperatriz. También fue interpretada por Ava Gardner en Mayerling (1968).
| Año  | Película o serie              | Actriz              |
| ---- | ----------------------------- | ------------------- |
| 1955 | Sissi                         | Romy Schneider      |
| 1956 | Sissi Emperatriz              | Romy Schneider      |
| 1957 | El destino de Sissi           | Romy Schneider      |
| 1968 | Mayerling                     | Ava Gardner         |
| 1972 | Ludwig II                     | Romy Schneider      |
| 1991 | Sissi, el beso del emperador  | Vanessa Wagner      |
| 1997 | La princesa Sissi             | Dibujos animados    |
| 2004 | Sissi, l'impreratrice rebelle | Arielle Dombasle    |
| 2009 | Sissi, emperatriz de Austria  | Cristiana Capotondi |
| 2021 | Sisi                          | Dominique Devenport |
| 2022 | La emperatriz                 | Devrim Lingnau      |
| 2022 | La emperatriz rebelde         | Vicky Krieps        |

La editorial Bruguera publicó en 1958 la revista para niñas Sissi, buscando rentabilizar el éxito del personaje cinematográfico.
En 1992 se estrenó en Viena el musical Elisabeth, que se ha traducido a siete idiomas y estrenado en países como Alemania, Finlandia, Japón, Hungría, Países Bajos y Suecia. Sin lugar a dudas, el mayor éxito se ha dado en Japón, donde diferentes compañías del teatro Takarazuka lo llevan representando desde 1996. También se estrenó, en 2012, en Corea del Sur contando con la participación de la estrella Xiah Junsu, con gran éxito y acogida.
En la serie austriaca Rex, un policía diferente, hubo un episodio titulado Sissi, sobre una asesina que pretendía mimetizarse con ella.
En 2021 se produjeron dos miniseries, una producida por RTL titulada Sisi y protagonizada por Dominique Devenport, y otra producida por Netflix titulada La emperatriz y protagonizada por Devrim Lingnau. En 2022 la directora austriaca Marie Kreutzer rodó La emperatriz rebelde, donde Vicky Krieps encarna a una Sissi de 40 años.

## Ancestros
| \| \| \| \| \| \| \| \| \| \| \| \| \| \| \| \| \| \| \| \| 16. Juan, Conde Palatino de Birkenfeld-Gelnhausen \| \| \| \| \| \| \| \| \| \| \| \| \| \| \| \| \| \| \| \| \| \| \| \| \| \| \| \| \| \| \| \| \| \| \| \| \| \| \| \| \| \| \| \| \| \| \| \| \| \| \| \| \| \| 8. Duque Guillermo en Baviera \| \| \| \| \| \| \| \| \| \| \| \| \| \| \| \| \| \| \| \| \| \| \| \| \| \| \| \| \| \| \| \| \| \| \| \| \| \| \| \| \| \| \| \| \| \| \| \| \| \| \| \| \| \| 17. Wildgravina y Rhinegravine Sofía Carlota de Dhaun \| \| \| \| \| \| \| \| \| \| \| \| \| \| \| \| \| \| \| \| \| \| \| \| \| \| \| \| \| \| \| \| \| \| \| \| \| \| \| \| \| \| \| \| \| \| \| \| \| \| \| \| \| \| 4. Duque Pío Augusto en Baviera \| \| \| \| \| \| \| \| \| \| \| \| \| \| \| \| \| \| \| \| \| \| \| \| \| \| \| \| \| \| \| \| \| \| \| \| \| \| \| \| \| \| \| \| \| \| \| \| \| \| \| \| \| \| 18. Conde Palatino Federico Miguel de Zweibrücken-Birkenfeld (= 12) \| \| \| \| \| \| \| \| \| \| \| \| \| \| \| \| \| \| \| \| \| \| \| \| \| \| \| \| \| \| \| \| \| \| \| \| \| \| \| \| \| \| \| \| \| \| \| \| \| \| \| \| \| \| 9. Condesa Palatina María Ana de Zweibrücken-Birkenfeld \| \| \| \| \| \| \| \| \| \| \| \| \| \| \| \| \| \| \| \| \| \| \| \| \| \| \| \| \| \| \| \| \| \| \| \| \| \| \| \| \| \| \| \| \| \| \| \| \| \| \| \| \| \| 19. Condesa Palatina María Francisca de Sulzbach (= 13) \| \| \| \| \| \| \| \| \| \| \| \| \| \| \| \| \| \| \| \| \| \| \| \| \| \| \| \| \| \| \| \| \| \| \| \| \| \| \| \| \| \| \| \| \| \| \| \| \| \| \| \| \| \| 2. Duque Maximiliano José en Baviera \| \| \| \| \| \| \| \| \| \| \| \| \| \| \| \| \| \| \| \| \| \| \| \| \| \| \| \| \| \| \| \| \| \| \| \| \| \| \| \| \| \| \| \| \| \| \| \| \| \| \| \| \| \| 20. Duque Carlos de Arenberg \| \| \| \| \| \| \| \| \| \| \| \| \| \| \| \| \| \| \| \| \| \| \| \| \| \| \| \| \| \| \| \| \| \| \| \| \| \| \| \| \| \| \| \| \| \| \| \| \| \| \| \| \| \| 10. Luis-María; Duque de Arenberg \| \| \| \| \| \| \| \| \| \| \| \| \| \| \| \| \| \| \| \| \| \| \| \| \| \| \| \| \| \| \| \| \| \| \| \| \| \| \| \| \| \| \| \| \| \| \| \| \| \| \| \| \| \| 21. Luisa Margarita de la Marck-Schleiden, Condesa de Vardes \| \| \| \| \| \| \| \| \| \| \| \| \| \| \| \| \| \| \| \| \| \| \| \| \| \| \| \| \| \| \| \| \| \| \| \| \| \| \| \| \| \| \| \| \| \| \| \| \| \| \| \| \| \| 5. Princesa Amalia Luisa de Arenberg \| \| \| \| \| \| \| \| \| \| \| \| \| \| \| \| \| \| \| \| \| \| \| \| \| \| \| \| \| \| \| \| \| \| \| \| \| \| \| \| \| \| \| \| \| \| \| \| \| \| \| \| \| \| 22. Luis José de Mailly, Marqués de Nesle \| \| \| \| \| \| \| \| \| \| \| \| \| \| \| \| \| \| \| \| \| \| \| \| \| \| \| \| \| \| \| \| \| \| \| \| \| \| \| \| \| \| \| \| \| \| \| \| \| \| \| \| \| \| 11. María Adelaida Julia de Mailly \| \| \| \| \| \| \| \| \| \| \| \| \| \| \| \| \| \| \| \| \| \| \| \| \| \| \| \| \| \| \| \| \| \| \| \| \| \| \| \| \| \| \| \| \| \| \| \| \| \| \| \| \| \| 23. Adelaida Julia d'Hautefort \| \| \| \| \| \| \| \| \| \| \| \| \| \| \| \| \| \| \| \| \| \| \| \| \| \| \| \| \| \| \| \| \| \| \| \| \| \| \| \| \| \| \| \| \| \| \| \| \| \| \| \| \| \| 1. Duquesa Isabel en Baviera \| \| \| \| \| \| \| \| \| \| \| \| \| \| \| \| \| \| \| \| \| \| \| \| \| \| \| \| \| \| \| \| \| \| \| \| \| \| \| \| \| \| \| \| \| \| \| \| \| \| \| \| \| \| 24. Conde Palatino Cristián III de Zweibrücken-Birkenfeld \| \| \| \| \| \| \| \| \| \| \| \| \| \| \| \| \| \| \| \| \| \| \| \| \| \| \| \| \| \| \| \| \| \| \| \| \| \| \| \| \| \| \| \| \| \| \| \| \| \| \| \| \| \| 12. Conde Palatino Federico Miguel de Zweibrücken-Birkenfeld (= 18) \| \| \| \| \| \| \| \| \| \| \| \| \| \| \| \| \| \| \| \| \| \| \| \| \| \| \| \| \| \| \| \| \| \| \| \| \| \| \| \| \| \| \| \| \| \| \| \| \| \| \| \| \| \| 25. Carolina de Nassau-Saarbrücken \| \| \| \| \| \| \| \| \| \| \| \| \| \| \| \| \| \| \| \| \| \| \| \| \| \| \| \| \| \| \| \| \| \| \| \| \| \| \| \| \| \| \| \| \| \| \| \| \| \| \| \| \| \| 6. Maximiliano I José de Baviera \| \| \| \| \| \| \| \| \| \| \| \| \| \| \| \| \| \| \| \| \| \| \| \| \| \| \| \| \| \| \| \| \| \| \| \| \| \| \| \| \| \| \| \| \| \| \| \| \| \| \| \| \| \| 26. Conde Palatino José Carlos de Sulzbach \| \| \| \| \| \| \| \| \| \| \| \| \| \| \| \| \| \| \| \| \| \| \| \| \| \| \| \| \| \| \| \| \| \| \| \| \| \| \| \| \| \| \| \| \| \| \| \| \| \| \| \| \| \| 13. Condesa Palatina María Francisca de Sulzbach (= 19) \| \| \| \| \| \| \| \| \| \| \| \| \| \| \| \| \| \| \| \| \| \| \| \| \| \| \| \| \| \| \| \| \| \| \| \| \| \| \| \| \| \| \| \| \| \| \| \| \| \| \| \| \| \| 27. Condesa Palatina Isabel Augusta de Neoburgo \| \| \| \| \| \| \| \| \| \| \| \| \| \| \| \| \| \| \| \| \| \| \| \| \| \| \| \| \| \| \| \| \| \| \| \| \| \| \| \| \| \| \| \| \| \| \| \| \| \| \| \| \| \| 3. Princesa Ludovica de Baviera \| \| \| \| \| \| \| \| \| \| \| \| \| \| \| \| \| \| \| \| \| \| \| \| \| \| \| \| \| \| \| \| \| \| \| \| \| \| \| \| \| \| \| \| \| \| \| \| \| \| \| \| \| \| 28. Gran Duque Carlos Federico I de Baden \| \| \| \| \| \| \| \| \| \| \| \| \| \| \| \| \| \| \| \| \| \| \| \| \| \| \| \| \| \| \| \| \| \| \| \| \| \| \| \| \| \| \| \| \| \| \| \| \| \| \| \| \| \| 14. Príncipe Heredero Carlos Luis de Baden \| \| \| \| \| \| \| \| \| \| \| \| \| \| \| \| \| \| \| \| \| \| \| \| \| \| \| \| \| \| \| \| \| \| \| \| \| \| \| \| \| \| \| \| \| \| \| \| \| \| \| \| \| \| 29. Landgravina Carolina Luisa de Hesse-Darmstadt \| \| \| \| \| \| \| \| \| \| \| \| \| \| \| \| \| \| \| \| \| \| \| \| \| \| \| \| \| \| \| \| \| \| \| \| \| \| \| \| \| \| \| \| \| \| \| \| \| \| \| \| \| \| 7. Princesa Carolina de Baden \| \| \| \| \| \| \| \| \| \| \| \| \| \| \| \| \| \| \| \| \| \| \| \| \| \| \| \| \| \| \| \| \| \| \| \| \| \| \| \| \| \| \| \| \| \| \| \| \| \| \| \| \| \| 30. Landgrave Luis IX de Hesse-Darmstadt \| \| \| \| \| \| \| \| \| \| \| \| \| \| \| \| \| \| \| \| \| \| \| \| \| \| \| \| \| \| \| \| \| \| \| \| \| \| \| \| \| \| \| \| \| \| \| \| \| \| \| \| \| \| 15. Landgravina Amalia de Hesse-Darmstadt \| \| \| \| \| \| \| \| \| \| \| \| \| \| \| \| \| \| \| \| \| \| \| \| \| \| \| \| \| \| \| \| \| \| \| \| \| \| \| \| \| \| \| \| \| \| \| \| \| \| \| \| \| \| 31. Condesa Palatina Carolina de Zweibrücken \| \| \| \| \| \| \| \| \| \| \| \| \| \| \| \| \| \| \| \| \| \| \| \| \| \| \| \| \| \| \| \| \| \| \| \| \| \| \| \| \| \| \| \| \| \| \| \| \| \| \| \| |                                                                     |  |  |  |  |  |  |  |  |  |  |  |  |  |  |  |
| |                                                                     |  |  |  |  |  |  |  |  |  |  |  |  |  |  |  |
| | 16. Juan, Conde Palatino de Birkenfeld-Gelnhausen                   |  |  |  |  |  |  |  |  |  |  |  |  |  |  |  |
| |                                                                     |  |  |  |  |  |  |  |  |  |  |  |  |  |  |  |
| |                                                                     |  |  |  |  |  |  |  |  |  |  |  |  |  |  |  |
| | 8. Duque Guillermo en Baviera                                       |  |  |  |  |  |  |  |  |  |  |  |  |  |  |  |
| |                                                                     |  |  |  |  |  |  |  |  |  |  |  |  |  |  |  |
| |                                                                     |  |  |  |  |  |  |  |  |  |  |  |  |  |  |  |
| | 17. Wildgravina y Rhinegravine Sofía Carlota de Dhaun               |  |  |  |  |  |  |  |  |  |  |  |  |  |  |  |
| |                                                                     |  |  |  |  |  |  |  |  |  |  |  |  |  |  |  |
| |                                                                     |  |  |  |  |  |  |  |  |  |  |  |  |  |  |  |
| | 4. Duque Pío Augusto en Baviera                                     |  |  |  |  |  |  |  |  |  |  |  |  |  |  |  |
| |                                                                     |  |  |  |  |  |  |  |  |  |  |  |  |  |  |  |
| |                                                                     |  |  |  |  |  |  |  |  |  |  |  |  |  |  |  |
| | 18. Conde Palatino Federico Miguel de Zweibrücken-Birkenfeld (= 12) |  |  |  |  |  |  |  |  |  |  |  |  |  |  |  |
| |                                                                     |  |  |  |  |  |  |  |  |  |  |  |  |  |  |  |
| |                                                                     |  |  |  |  |  |  |  |  |  |  |  |  |  |  |  |
| | 9. Condesa Palatina María Ana de Zweibrücken-Birkenfeld             |  |  |  |  |  |  |  |  |  |  |  |  |  |  |  |
| |                                                                     |  |  |  |  |  |  |  |  |  |  |  |  |  |  |  |
| |                                                                     |  |  |  |  |  |  |  |  |  |  |  |  |  |  |  |
| | 19. Condesa Palatina María Francisca de Sulzbach (= 13)             |  |  |  |  |  |  |  |  |  |  |  |  |  |  |  |
| |                                                                     |  |  |  |  |  |  |  |  |  |  |  |  |  |  |  |
| |                                                                     |  |  |  |  |  |  |  |  |  |  |  |  |  |  |  |
| | 2. Duque Maximiliano José en Baviera                                |  |  |  |  |  |  |  |  |  |  |  |  |  |  |  |
| |                                                                     |  |  |  |  |  |  |  |  |  |  |  |  |  |  |  |
| |                                                                     |  |  |  |  |  |  |  |  |  |  |  |  |  |  |  |
| | 20. Duque Carlos de Arenberg                                        |  |  |  |  |  |  |  |  |  |  |  |  |  |  |  |
| |                                                                     |  |  |  |  |  |  |  |  |  |  |  |  |  |  |  |
| |                                                                     |  |  |  |  |  |  |  |  |  |  |  |  |  |  |  |
| | 10. Luis-María; Duque de Arenberg                                   |  |  |  |  |  |  |  |  |  |  |  |  |  |  |  |
| |                                                                     |  |  |  |  |  |  |  |  |  |  |  |  |  |  |  |
| |                                                                     |  |  |  |  |  |  |  |  |  |  |  |  |  |  |  |
| | 21. Luisa Margarita de la Marck-Schleiden, Condesa de Vardes        |  |  |  |  |  |  |  |  |  |  |  |  |  |  |  |
| |                                                                     |  |  |  |  |  |  |  |  |  |  |  |  |  |  |  |
| |                                                                     |  |  |  |  |  |  |  |  |  |  |  |  |  |  |  |
| | 5. Princesa Amalia Luisa de Arenberg                                |  |  |  |  |  |  |  |  |  |  |  |  |  |  |  |
| |                                                                     |  |  |  |  |  |  |  |  |  |  |  |  |  |  |  |
| |                                                                     |  |  |  |  |  |  |  |  |  |  |  |  |  |  |  |
| | 22. Luis José de Mailly, Marqués de Nesle                           |  |  |  |  |  |  |  |  |  |  |  |  |  |  |  |
| |                                                                     |  |  |  |  |  |  |  |  |  |  |  |  |  |  |  |
| |                                                                     |  |  |  |  |  |  |  |  |  |  |  |  |  |  |  |
| | 11. María Adelaida Julia de Mailly                                  |  |  |  |  |  |  |  |  |  |  |  |  |  |  |  |
| |                                                                     |  |  |  |  |  |  |  |  |  |  |  |  |  |  |  |
| |                                                                     |  |  |  |  |  |  |  |  |  |  |  |  |  |  |  |
| | 23. Adelaida Julia d'Hautefort                                      |  |  |  |  |  |  |  |  |  |  |  |  |  |  |  |
| |                                                                     |  |  |  |  |  |  |  |  |  |  |  |  |  |  |  |
| |                                                                     |  |  |  |  |  |  |  |  |  |  |  |  |  |  |  |
| | 1. Duquesa Isabel en Baviera                                        |  |  |  |  |  |  |  |  |  |  |  |  |  |  |  |
| |                                                                     |  |  |  |  |  |  |  |  |  |  |  |  |  |  |  |
| |                                                                     |  |  |  |  |  |  |  |  |  |  |  |  |  |  |  |
| | 24. Conde Palatino Cristián III de Zweibrücken-Birkenfeld           |  |  |  |  |  |  |  |  |  |  |  |  |  |  |  |
| |                                                                     |  |  |  |  |  |  |  |  |  |  |  |  |  |  |  |
| |                                                                     |  |  |  |  |  |  |  |  |  |  |  |  |  |  |  |
| | 12. Conde Palatino Federico Miguel de Zweibrücken-Birkenfeld (= 18) |  |  |  |  |  |  |  |  |  |  |  |  |  |  |  |
| |                                                                     |  |  |  |  |  |  |  |  |  |  |  |  |  |  |  |
| |                                                                     |  |  |  |  |  |  |  |  |  |  |  |  |  |  |  |
| | 25. Carolina de Nassau-Saarbrücken                                  |  |  |  |  |  |  |  |  |  |  |  |  |  |  |  |
| |                                                                     |  |  |  |  |  |  |  |  |  |  |  |  |  |  |  |
| |                                                                     |  |  |  |  |  |  |  |  |  |  |  |  |  |  |  |
| | 6. Maximiliano I José de Baviera                                    |  |  |  |  |  |  |  |  |  |  |  |  |  |  |  |
| |                                                                     |  |  |  |  |  |  |  |  |  |  |  |  |  |  |  |
| |                                                                     |  |  |  |  |  |  |  |  |  |  |  |  |  |  |  |
| | 26. Conde Palatino José Carlos de Sulzbach                          |  |  |  |  |  |  |  |  |  |  |  |  |  |  |  |
| |                                                                     |  |  |  |  |  |  |  |  |  |  |  |  |  |  |  |
| |                                                                     |  |  |  |  |  |  |  |  |  |  |  |  |  |  |  |
| | 13. Condesa Palatina María Francisca de Sulzbach (= 19)             |  |  |  |  |  |  |  |  |  |  |  |  |  |  |  |
| |                                                                     |  |  |  |  |  |  |  |  |  |  |  |  |  |  |  |
| |                                                                     |  |  |  |  |  |  |  |  |  |  |  |  |  |  |  |
| | 27. Condesa Palatina Isabel Augusta de Neoburgo                     |  |  |  |  |  |  |  |  |  |  |  |  |  |  |  |
| |                                                                     |  |  |  |  |  |  |  |  |  |  |  |  |  |  |  |
| |                                                                     |  |  |  |  |  |  |  |  |  |  |  |  |  |  |  |
| | 3. Princesa Ludovica de Baviera                                     |  |  |  |  |  |  |  |  |  |  |  |  |  |  |  |
| |                                                                     |  |  |  |  |  |  |  |  |  |  |  |  |  |  |  |
| |                                                                     |  |  |  |  |  |  |  |  |  |  |  |  |  |  |  |
| | 28. Gran Duque Carlos Federico I de Baden                           |  |  |  |  |  |  |  |  |  |  |  |  |  |  |  |
| |                                                                     |  |  |  |  |  |  |  |  |  |  |  |  |  |  |  |
| |                                                                     |  |  |  |  |  |  |  |  |  |  |  |  |  |  |  |
| | 14. Príncipe Heredero Carlos Luis de Baden                          |  |  |  |  |  |  |  |  |  |  |  |  |  |  |  |
| |                                                                     |  |  |  |  |  |  |  |  |  |  |  |  |  |  |  |
| |                                                                     |  |  |  |  |  |  |  |  |  |  |  |  |  |  |  |
| | 29. Landgravina Carolina Luisa de Hesse-Darmstadt                   |  |  |  |  |  |  |  |  |  |  |  |  |  |  |  |
| |                                                                     |  |  |  |  |  |  |  |  |  |  |  |  |  |  |  |
| |                                                                     |  |  |  |  |  |  |  |  |  |  |  |  |  |  |  |
| | 7. Princesa Carolina de Baden                                       |  |  |  |  |  |  |  |  |  |  |  |  |  |  |  |
| |                                                                     |  |  |  |  |  |  |  |  |  |  |  |  |  |  |  |
| |                                                                     |  |  |  |  |  |  |  |  |  |  |  |  |  |  |  |
| | 30. Landgrave Luis IX de Hesse-Darmstadt                            |  |  |  |  |  |  |  |  |  |  |  |  |  |  |  |
| |                                                                     |  |  |  |  |  |  |  |  |  |  |  |  |  |  |  |
| |                                                                     |  |  |  |  |  |  |  |  |  |  |  |  |  |  |  |
| | 15. Landgravina Amalia de Hesse-Darmstadt                           |  |  |  |  |  |  |  |  |  |  |  |  |  |  |  |
| |                                                                     |  |  |  |  |  |  |  |  |  |  |  |  |  |  |  |
| |                                                                     |  |  |  |  |  |  |  |  |  |  |  |  |  |  |  |
| | 31. Condesa Palatina Carolina de Zweibrücken                        |  |  |  |  |  |  |  |  |  |  |  |  |  |  |  |
| |                                                                     |  |  |  |  |  |  |  |  |  |  |  |  |  |  |  |
| |                                                                     |  |  |  |  |  |  |  |  |  |  |  |  |  |  |  |